# Britta Seeger
Britta Seeger (Bonn, 25 de setembro de 1969) é uma executiva alemã que é atualmente a segunda mulher a integrar o Conselho de Administração da Daimler AG, ao lado de Renata Jungo Brüngger e, depois de sua antecessora Christine Hohmann-Dennhardt, a terceira mulher na história da Daimler AG a ser nomeada para o Conselho de Administração.

## Carreira
Depois de frequentar o Friedrich-Schiller-Gymnasium em Fellbach, Seeger se formou em administração de empresas pela Universidade de Educação Cooperativa de Estugarda.
Seeger começou a trabalhar na Mercedes-Benz em 1989, trabalhando no varejo e marketing antes de ser nomeado chefe da Unidade de eBusiness em 2000. Após vários cargos na sede corporativa, Seeger se mudou para a divisão de veículos comerciais em 2013, onde foi inicialmente responsável pelo mercado sul-coreano e, posteriormente, pelo mercado turco. Na Coreia do Sul, ela foi a primeira mulher a ocupar uma carga de gestão em uma montada estrangeira.
Em 2016, ela foi nomeada chefe de vendas e marketing global da Mercedes-Benz (sucedendo Ola Källenius) e foi nomeado para o Conselho Executivo do Grupo em 1 de janeiro de 2017.
Seeger também ocupou outras cargas na Daimler, incluindo o de diretor da Mercedes-EQ Formula E Team e da Mercedes-Benz Grand Prix Limited.